# Ilenia Sancassani
Ilenia Sancassani (Bussolengo, 26 febbraio 1983) è un'ex calciatrice italiana, di ruolo centrocampista.

## Carriera

### Club
Cresciuta nelle giovanili del Bardolino, Ilenia Sancassani viene aggregata alla prima squadra dalla stagione 1997-1998, facendo il suo debutto in Serie A nel corso del campionato e marcando a fine stagione 7 presenze. Resta legata alla società per otto stagioni consecutive, con la squadra che cambia denominazione in Bardolino Verona 83 per la stagione 2003-2004 e Bardolino Verona per quella seguente, quella del primo scudetto.
Durante il calciomercato estivo 2005 decide di trasferirsi al ACF Milan, società con cui gioca sette stagioni consecutive, rimanendo anche dopo la retrocessione in Serie A2 e la promozione al termine del campionato 2010-2011.
Dopo una parentesi di una stagione al Fortitudo Mozzecane, 14 presenze, chiude la carriera nel Villacidro Villgomme, decidendo di trasferirsi in Sardegna assieme a Miriam D'Alessandro sua compagna alla Fortitudo, e raggiungendo l'ex compagna del Bardolino Moira Placchi, per giocare in Serie B nel ruolo di difensore il campionato 2013-2014.
Dopo aver deciso il ritiro dal calcio giocato Sancassani collabora con società dilettantistiche come preparatore atletico.

### Nazionale
Nel 2002 è stata convocata nella selezione nazionale under 21 allenata da Vincenzo Mirra, per poi passare alla nazionale maggiore allenata da Carolina Morace, facendo il suo debutto nell'amichevole contro i Paesi Bassi nell'aprile 2003. Ha vestito la maglia della nazionale in 11 partite.

## Statistiche

### Cronologia presenze e reti in nazionale
| Cronologia completa delle presenze e delle reti in nazionale ― Italia | Cronologia completa delle presenze e delle reti in nazionale ― Italia | Cronologia completa delle presenze e delle reti in nazionale ― Italia | Cronologia completa delle presenze e delle reti in nazionale ― Italia | Cronologia completa delle presenze e delle reti in nazionale ― Italia | Cronologia completa delle presenze e delle reti in nazionale ― Italia | Cronologia completa delle presenze e delle reti in nazionale ― Italia | Cronologia completa delle presenze e delle reti in nazionale ― Italia |
| Data                                                                  | Città                                                                 | In casa                                                               | Risultato                                                             | Ospiti                                                                | Competizione                                                          | Reti                                                                  | Note                                                                  |
| --------------------------------------------------------------------- | --------------------------------------------------------------------- | --------------------------------------------------------------------- | --------------------------------------------------------------------- | --------------------------------------------------------------------- | --------------------------------------------------------------------- | --------------------------------------------------------------------- | --------------------------------------------------------------------- |
| 16-4-2003                                                             | Hoofddorp                                                             | Paesi Bassi                                                           | 0 – 5                                                                 | Italia                                                                | Amichevole                                                            | -                                                                     | 85’                                                                   |
| 9-9-2003                                                              | Livingston                                                            | Scozia                                                                | 0 – 4                                                                 | Italia                                                                | Amichevole                                                            | -                                                                     | 56’                                                                   |
| 27-9-2003                                                             | Frauenfeld                                                            | Svizzera                                                              | 0 – 1                                                                 | Italia                                                                | Qual. Euro 2005                                                       | -                                                                     | 74’                                                                   |
| 22-10-2003                                                            | Kansas City                                                           | Stati Uniti                                                           | 2 – 2                                                                 | Italia                                                                | Amichevole                                                            | -                                                                     | 85’                                                                   |
| 21-1-2004                                                             | Atene                                                                 | Grecia                                                                | 0 – 3                                                                 | Italia                                                                | Amichevole                                                            | -                                                                     | 46’                                                                   |
| 14-3-2004                                                             | Guia                                                                  | Italia                                                                | 1 – 0                                                                 | Cina                                                                  | Algarve Cup 2004                                                      | -                                                                     | 59’                                                                   |
| 16-3-2004                                                             | Olhão                                                                 | Norvegia                                                              | 3 – 0                                                                 | Italia                                                                | Algarve Cup 2004                                                      | -                                                                     | 70’                                                                   |
| 18-3-2004                                                             | Lagos                                                                 | Italia                                                                | 2 – 1                                                                 | Finlandia                                                             | Algarve Cup 2004                                                      | -                                                                     | 84’                                                                   |
| 20-3-2004                                                             | Faro                                                                  | Francia                                                               | 3 – 3 dts (7 - 6 dtr)                                                 | Italia                                                                | Algarve Cup 2004 - Finale 3º posto                                    | -                                                                     | 10’                                                                   |
| 22-5-2004                                                             | Trapani                                                               | Italia                                                                | 0 – 0                                                                 | Svizzera                                                              | Qual. Euro 2005                                                       | -                                                                     |                                                                       |
| 26-6-2004                                                             | Benevento                                                             | Italia                                                                | 2 – 1                                                                 | Svezia                                                                | Qual. Euro 2005                                                       | -                                                                     | 79’                                                                   |
| Totale                                                                |                                                                       | Presenze                                                              | 11                                                                    |                                                                       | Reti                                                                  | 0                                                                     |                                                                       |

## Palmarès

### Club
- Campionato italiano: 1

Bardolino Verona: 2004-2005
- Campionato italiano di Serie A2: 1

Milan ACF: 2010-2011